# NGC 7104
NGC 7104 је елиптична галаксија у сазвежђу Јарац која се налази на NGC листи објеката дубоког неба.
Деклинација објекта је - 22° 25' 28" а ректасцензија 21h 40m 3,2s. Привидна величина (магнитуда) објекта NGC 7104 износи 13,8 а фотографска магнитуда 14,8. NGC 7104 је још познат и под ознакама ESO 531-18, NPM1G -22.0351, AM 2137-225, PGC 67137.